# チェルヴェーテリとタルクイーニアのエトルリア墓地遺跡群
チェルヴェーテリとタルクイーニアのエトルリア墓地遺跡群は、イタリアの世界遺産の一つ。イタリア中部ラツィオ州にある、エトルリア人が残した2か所のネクロポリス（チェルヴェーテリ近郊のバンディタッチャ遺跡と、タルクイーニア近郊のモンテロッツィ遺跡）が対象となっている。

## バンデタッチャのネクロポリス
バンディタッチャのネクロポリス（Necropoli della Banditaccia）は、ローマの西北西約35kmのチェルヴェーテリ近郊にあるネクロポリスの遺跡である。バンディタッチャという名前はイタリア語のBandoに由来している。
総面積は400 haで、そのうち訪問可能なのは 10 ha である。全体で1200もの墓があり、その多くが小丘を覆っている。この遺跡は地中海世界最大のネクロポリスである。墓の作成された年代は紀元前9世紀のヴィッラノーヴァ文化（Villanovan culture）期から、紀元前3世紀の後期エトルリア時代にわたっている。古式ゆかしいものは、井戸状の竪穴を掘りそこに死者の灰を納めるが、簡素な窪地状のものも存在している。

### 墓の様式
エトルリア期の墓には、2つの様式が見られる。
- 道なりに一直線に並んで築かれている「立方体」状の墳丘。訪問可能な区域は、紀元前6世紀に遡るvia dei Monti della Tolfa と via dei Monti Ceriti の2つの道（« via »）から成り立っている。
- 凝灰岩の中に築かれた円形状の墳丘。岩を直接刳り抜いた内部は、玄室、羨道や幾つかの部屋がある。

### 考古学的知見

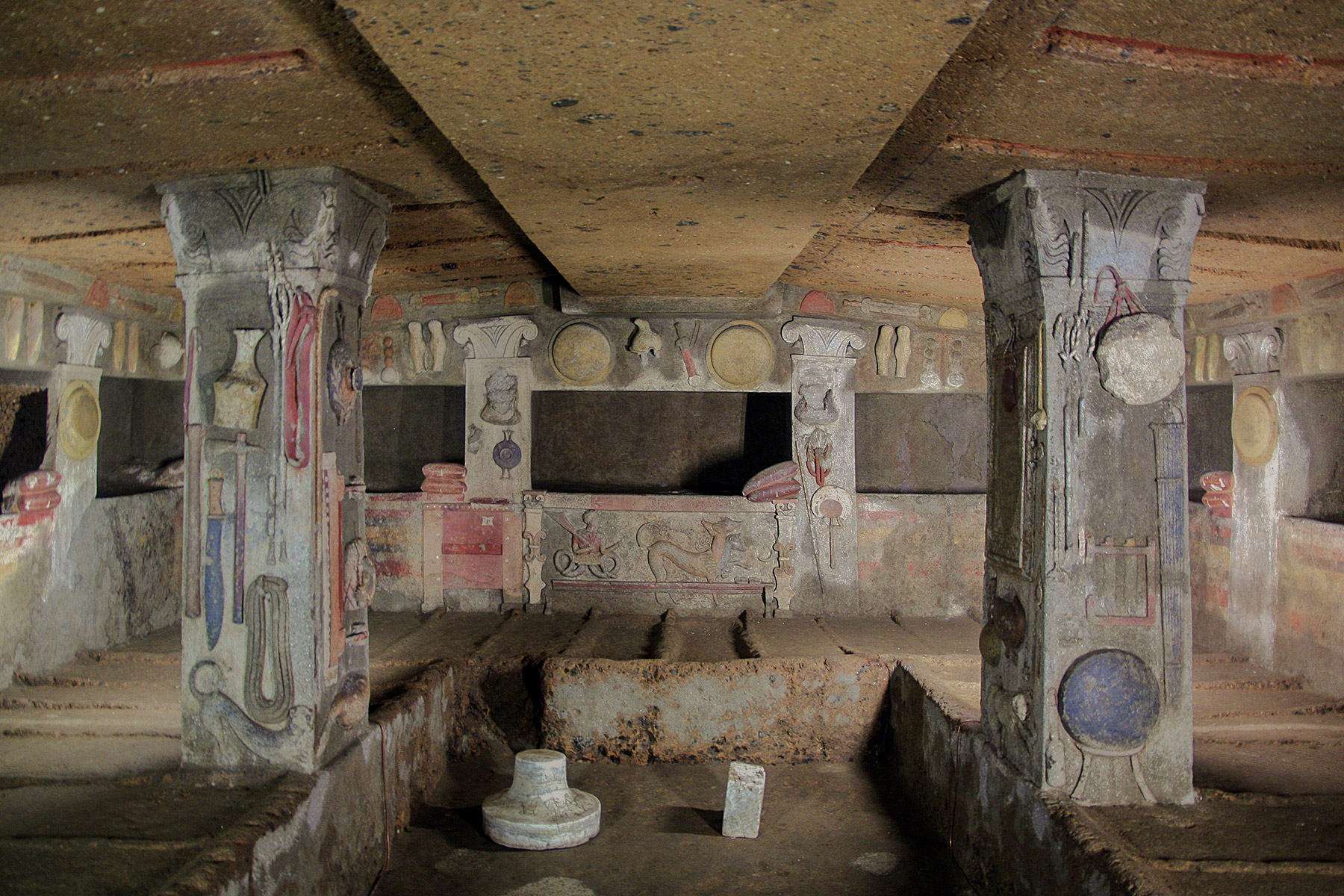
墓内部の装飾

この古代文明の遺跡について現在分かっていることの一定部分は、墓の装飾の詳細に負っている。墓の中で最も有名なのはdei Rilieviと呼ばれるものとその紀元前4世紀のレリーフだが、それは碑文からマトゥナス（Matunas）なる人物のものであることが分かっている。墓にはすぐれたフレスコ画群や薄浮彫、生活用具の数々を描いた彫刻などが見られる。
最も新しい時期の墓は紀元前3世紀のものである。それらの中には外部にCippusを具えているものもあり、男性向けには円筒型、女性向けには小さな家の形をしている。それぞれ、男根と竈をかたどったものだと言われている。
出土品の大部分は、現在、ローマの国立エトルリア博物館（Museo Nazionale Etrusco）とチェルヴェーテリの国立考古学博物館（Museo Nazionale Archeologico）で展示されている。

## モンテロッツィのネクロポリス
モンテロッツィのネクロポリスは、ローマの西北西約70kmのタルクイーニア近郊にあり、6000以上の墓が発見されている。バンディタッチャ同様、フレスコ画の描かれた墓なども含まれている。

## 登録基準
この世界遺産は世界遺産登録基準のうち、以下の条件を満たし、登録された（以下の基準は世界遺産センター公表の登録基準からの翻訳、引用である）。
- (1) 人類の創造的才能を表現する傑作。
- (3) 現存するまたは消滅した文化的伝統または文明の、唯一のまたは少なくとも稀な証拠。
- (4) 人類の歴史上重要な時代を例証する建築様式、建築物群、技術の集積または景観の優れた例。